# Taillefer Rocks
Taillefer Rocks är öar i Australien. De ligger i delstaten Tasmanien, i den sydöstra delen av landet, omkring 99 kilometer nordost om delstatshuvudstaden Hobart.